# Lámbros Lámbrou
Lámbros Lámbrou (en grec : Λάμπρος Λάμπρου), est un footballeur chypriote né le 9 septembre 1977 à Famagouste en Chypre. Il évoluait au poste de défenseur.

## Palmarès
- Avec l'Anorthosis Famagouste
  - Champion de Chypre en 1999 et 2008
  - Vainqueur de la Coupe de Chypre en 2007
  - Vainqueur de la Supercoupe de Chypre en 2007